# Velupillai Prabhakaran
Velupillai Prabhakaran (på tamilsk வேலுப்பிள்ளை பிரபாகரன்) (født 26. november 1954, død 18. maj 2009) var en tamilsk oprørsleder, der grundlagde og ledte den militære tamilske organisation De Tamilske Tigre, der forsøgte at skabe en selvstændig tamilsk stat i den nordlige og østlige del af Sri Lanka.
Prabhakaran var efterlyst via Interpol for terrorisme, mord og organiseret kriminalitet, begået i forbindelse med borgerkrigen i Sri Lanka. I forbindelse med den endelige nedkæmpelse af Tigrene, og afslutningen på borgerkrigen, blev Prabhakaran dræbt af de srilankanske regeringsstyrker. 